# Catedral de San Chad (Birmingham)
La catedral de San Chad o más formalmente Iglesia Catedral Metropolitana y la Basílica de San Chad (en inglés: St Chad's Cathedral; Metropolitan Cathedral Church and Basilica of Saint Chad) es la iglesia madre de la arquidiócesis de Birmingham en Inglaterra y de la provincia de la Iglesia católica en Gran Bretaña que está dedicada a San Chad de Mercia. Construida por Augustus Welby Pugin y sustancialmente completada en 1841, San Chad es uno de los primeras cuatro iglesias católicas que se construyeron después de la Reforma Anglicana de 1534 y que fue elevada a catedral en 1852. Es una de las cuatro basílicas menores en Inglaterra (las otras son la Abadía de Downside, el Santuario Nacional de Nuestra Señora de Walsingham y el Priorato de Corpus Christi, este último ahora en desuso). San Chad es un edificio catalogado de grado II. La catedral está situada en un espacio verde público cerca de Queensway de San Chad, en el centro de Birmingham. A partir de 2014 su Arzobispo es Bernard Longley  y su decano Canon Gerry Breen.